# Gare de Romanèche-Thorins
La gare de Romanèche-Thorins est une gare ferroviaire française de la ligne de Paris-Lyon à Marseille-Saint-Charles, située sur le territoire de la commune de Romanèche-Thorins, dans le département de Saône-et-Loire, en région Bourgogne-Franche-Comté.
Elle est mise en service en 1854 par la Compagnie du chemin de fer de Paris à Lyon (PL). C'est une halte voyageurs de la Société nationale des chemins de fer français (SNCF) du réseau TER Bourgogne-Franche-Comté, desservie par des trains express régionaux.

## Situation ferroviaire
Établie à 187 mètres d'altitude, la gare de Romanèche-Thorins est située au point kilométrique (PK) 455,435 de la ligne de Paris-Lyon à Marseille-Saint-Charles, entre les gares de Pontanevaux et de Belleville-sur-Saône.

## Histoire
La « station de Romanèche » est mise en service le 10 juillet 1854 par la Compagnie du chemin de fer de Paris à Lyon (PL), lorsqu'elle ouvre à l'exploitation la section de Chalon (Saint-Côme) à Lyon (Vaise) de sa ligne de Paris à Lyon.
Comme toutes les gares intermédiaires d'origine de la ligne, elle comporte un bâtiment voyageurs dû à l'architecte de la Compagnie PL Alexis Cendrier.
En 1867, on agrandit le bâtiment voyageurs en construisant une annexe et on procède à l'allongement des voies de garages et au déplacement du quai découvert.
En 1910, on ajoute deux voies de garage, paire et impaire.
La « gare de Romanèche-Thorins » figure dans la nomenclature 1911 des gares, stations et haltes, de la Compagnie des chemins de fer de Paris à Lyon et à la Méditerranée (PLM). Elle porte le no 13 de la ligne de Paris à Marseille et à Vintimille (4e Section). C'est une gare ouverte au service partiel de la Grande Vitesse (GV) et de la Petite Vitesse (PV).

## Service des voyageurs

### Accueil
Halte SNCF, c'est un point d'arrêt non géré (PANG) à accès libre.

### Desserte
Romanèche-Thorins est une halte voyageurs du réseau TER Bourgogne-Franche-Comté, desservie par des trains express régionaux TER Auvergne-Rhône-Alpes de la relation : Mâcon - Lyon-Perrache (- Valence).

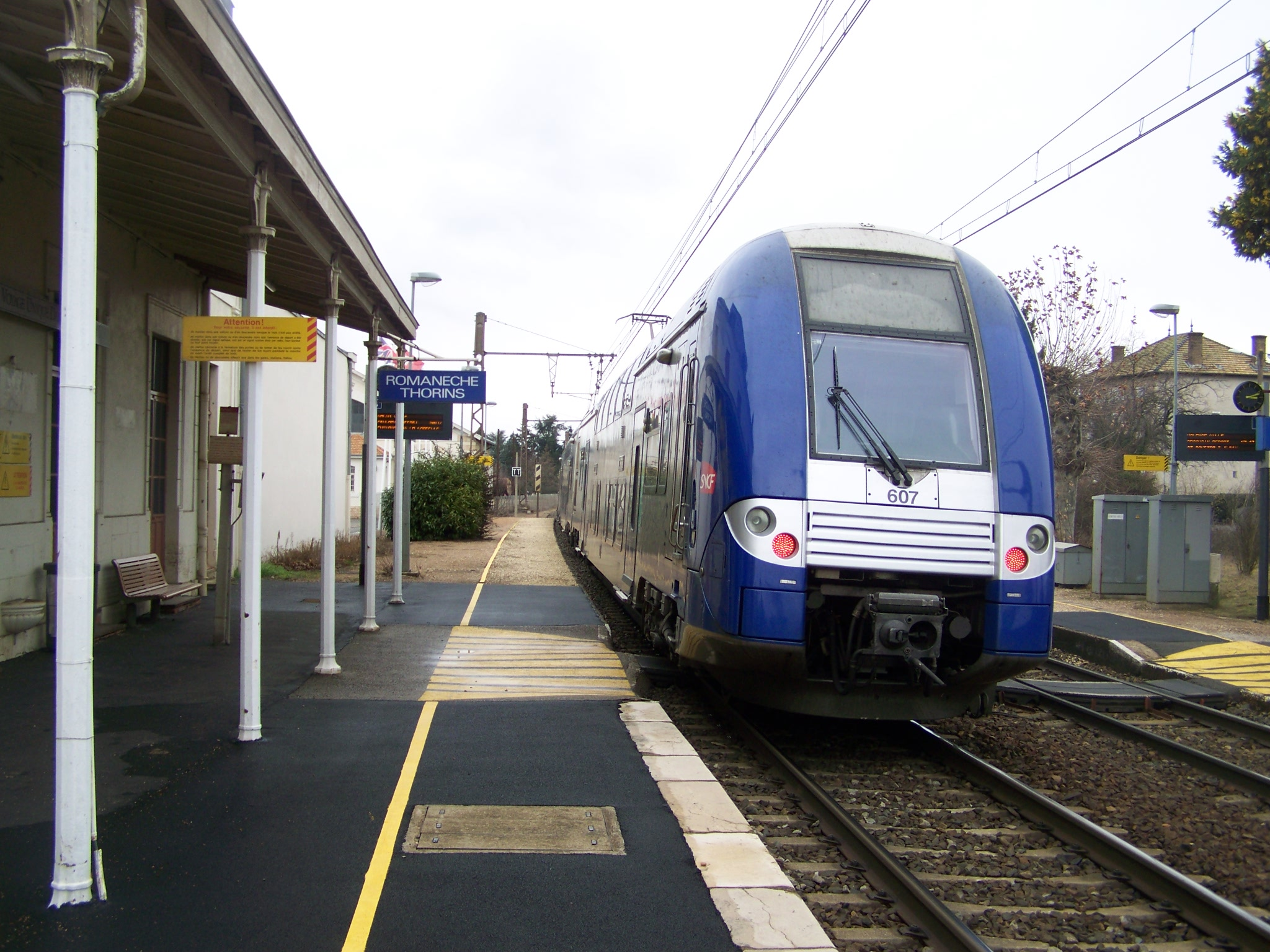
Un TER en gare

### Intermodalité
Le stationnement des véhicules est possible à proximité de l'ancien bâtiment voyageurs.

## Patrimoine ferroviaire
Le bâtiment voyageurs d'origine dû à l'architecte Alexis Cendrier de la Compagnie du chemin de fer de Paris à Lyon (PL) est devenu un musée consacré au chemin de fer et au vin.